# Tachina tephra
Tachina tephra är en tvåvingeart som beskrevs av Johann Wilhelm Meigen 1824. Tachina tephra ingår i släktet Tachina och familjen parasitflugor.
Artens utbredningsområde är Österrike. Inga underarter finns listade i Catalogue of Life.